# Kałużnik (staw)
Kałużnik (również Kałusznik) – staw na ziemi prudnickiej, we wsi Moszna w gminie Strzeleczki.
Staw znajduje się w południowo-wschodniej części parku przy pałacu w Mosznej. W języku niemieckim nosił nazwę Kaluschnik-Teich. 30 marca 1954 staw, wówczas w powiecie prudnickim, otrzymał polską nazwę Kałużnik. W ramach renowacji pałacu w Mosznej w 2019 odmulono Kałużnik, a skarpy wokół niego zostały wzmocnione.